# 8444 Popovich
8444 Popovich eller 1969 TR1 är en asteroid i huvudbältet som upptäcktes den 8 oktober 1969 av den ryska astronomen Ljudmila Tjernych vid Krims astrofysiska observatorium på Krim. Den är uppkallad efter den sovjetiska kosmonauten Pavel Popovitj.